# Aire-sur-la-Lys
Aire-sur-la-Lys è un comune francese di 10.094 abitanti situato nel dipartimento del Passo di Calais, nella regione dell'Alta Francia.
Il territorio comunale è bagnato dalle acque del fiume Laquette.

## Storia

### Origini e Medio Evo (847-1499)
Aire viene citata per la prima volta nell'847 quando era solo un piccolo abitato che occupava un leggero rilievo a nord della città attuale. La città si sviluppò attorno alla motta castrale che Baldovino II, conte di Fiandra, aveva costruito alla confluenza dei fiumi Lys e Mardyck per resistere alle incursioni normanne. Questo fortilizio, di cui oggi non rimane nulla, si trovava nella posizione delle attuali place des Béguines e place Saint-Pierre. L'agglomerato si sviluppò lungo la strada che andava da Arras a Saint-Omer, dove formava un angolo retto in un luogo chiamato "ad crucem Arie". Nel 1059, quando fu costruito un nuovo castello, il conte di Fiandra Baldovino V istituì un Capitolo dei Canonici all'interno del castrum e ordinò la costruzione di una chiesa dedicata a san Pietro. La chiesa fu consacrata nel 1166, dopo oltre un secolo di lavori; era situata nello stesso posto dell'attuale Collegiata ma era più piccola. Alla fine del XII secolo Aire divenne un importante centro religioso, con non meno di 37 canonici. Intorno all'anno 1200, Baldovino IX costruì un nuovo castello. Il centro urbano era circondato da mura in pietra, il cui tracciato non cambiò fino al 1893.

Nel 1188, divenuta un'importante città con una popolazione tra 1.000 e 2.000 abitanti, ottenne una carta per l'autonomia comunale dal conte di Fiandra Filippo I, ma che in pratica esisteva già sotto Clemenza di Borgogna, reggente dal 1096 al 1100. Il comune era retto da uno scabino; un castellano e un balivo rappresentavano il conte di Fiandra. Il nuovo statuto della fu accompagnato dall'adozione dello stemma con "un lupo d'oro su fondo rosso" — questo venne sostituito in seguito dallo stemma attuale — e dalla costruzione di una torre civica alla fine XII secolo.

Aire, centro fiammingo la cui importanza era paragonabile a quella di Ypres o Courtrai, si sollevò nel 1213 contro il conte Ferdinando del Portogallo. Quest'ultimo assediò la città, che poté resistere solo grazie a un convoglio di grano inviato provvidenzialmente dal re di Francia. È probabile che il culto cittadino di Notre-Dame-Panetière sia collegato a questo evento. 

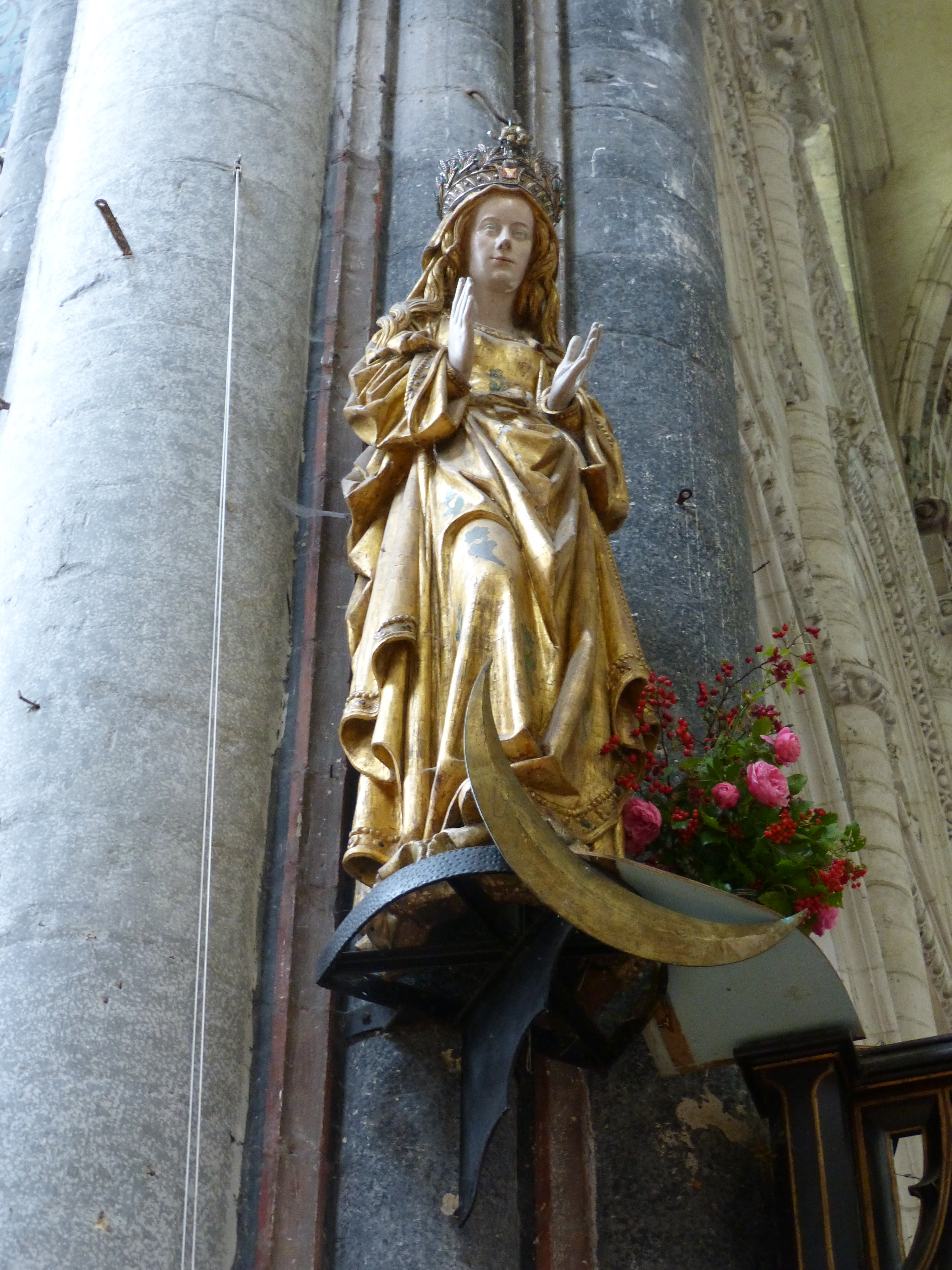
Statua di Notre-Dame Panetière nella collegiale di Saint-Pierre

Nel 1237 la Contea d'Artois fu separata dalla Contea delle Fiandre e Aire fece parte della nuova entità diventando così una città di confine segnata dai conflitti tra i Conti di Fiandra e il re di Francia. Tuttavia, se l'Artois fu devastato dalla guerra dei cent'anni, le mura di Aire scoraggiarono gli inglesi dal cercare di prendere la città che diventò così un rifugio per le popolazioni rurali dei dintorni. La città rifiutò di riconoscere il re Edoardo III d'Inghilterra nel 1338.
Nel 1374 Margherita I di Borgogna, contessa di Artois, le conferì nuovi privilegi. Sua nipote Margherita III delle Fiandre, sposata in seconde nozze con il duca Filippo II di Borgogna, nel 1384 unì l'Artois al vasto Ducato di Borgogna. Fu ad Aire che il futuro duca Filippo il Buono fece celebrare il funerale dei suoi due zii morti nella battaglia di Azincourt nel 1415.

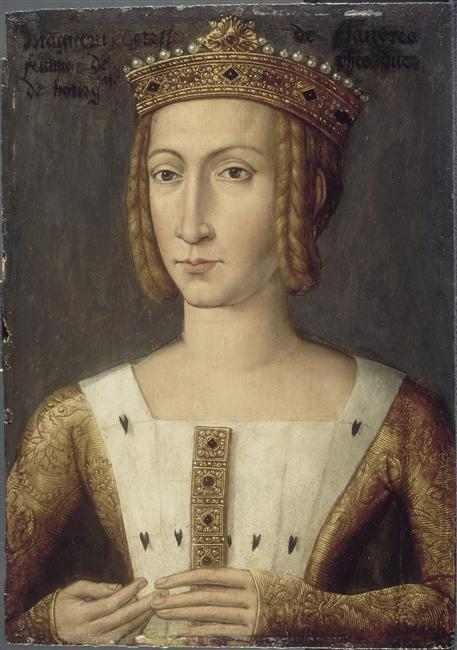
Margherita III delle Fiandre legò l'Artois alla Borgogna nel 1384 con il suo matrimonio con il duca Filippo II.

Se il XIV secolo fu un periodo travagliato — gli incendi erano comuni e la peste nera uccise 4.000 persone nel 1349 — il XV secolo fu un periodo di pace e prosperità per Aire e più in generale per le Fiandre. Fu quindi una città dinamica tanto per la sua attività economica quanto per la sua importanza religiosa: oltre al suo capitolo dei canonici, aveva tre parrocchie, tre conventi, una scuola latina e l'ospedale di Saint-Jean-Baptiste ed accolse spesso tra le sue mura il vescovo di Thérouanne.
Dopo la morte di Carlo il Temerario avvenuta nel 1477, fu occupata dal maresciallo Philippe de Crèvecœur d'Esquerdes nel 1482, ed annessa al Regno di Francia di Luigi XI.

### La città contesa (1499-1713)
L'occupazione francese durò fino al 1499 quando il re Carlo VIII restituì l'Artois a Massimiliano I d'Asburgo, vedovo di Maria di Borgogna, che entrò a far parte delle Diciassette Province. La transizione ebbe luogo senza difficoltà: il governo francese non era visto di buon occhio ad Aire e l'imperatore confermò nel 1516 i privilegi della città. Fu per questo accolto con favore nel 1540.

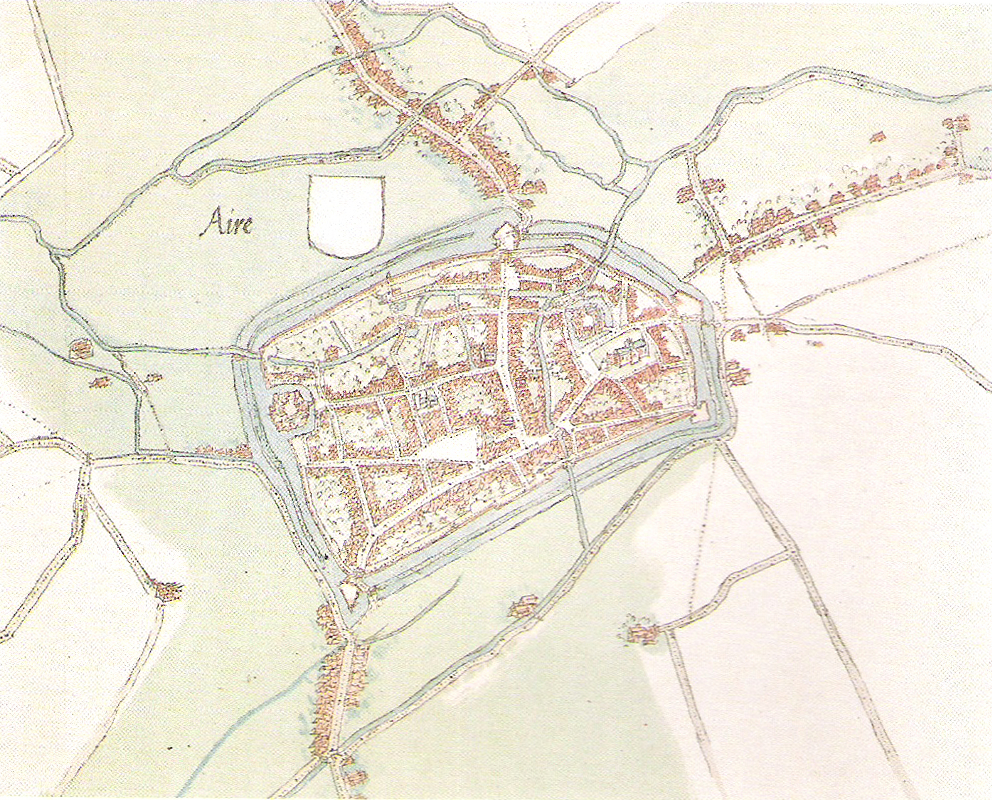
Lo sviluppo di Aire a metà del XVI sec. all'interno delle sue fortificazioni e lungo le strade che l'attraversavano.

Nel XVI secolo divenne una roccaforte nel contesto della lotta tra Asburgo e Valois. La guerra — ininterrotta dal 1521 al 1558 — richiese il rafforzamento delle sue difese essendo il fulcro del sistema fortificato immaginato dall'imperatore contro la Francia e distando solo pochi chilometri dalla roccaforte francese di Thérouanne. Un sistema di bastioni poligonali sostituì il vecchio perimetro di fortificazioni e, nel 1520, l'imperatore ordinò la demolizione della cappella di Notre-Dame fuori dalle mura, sostituita da una nuova chiesa parrocchiale.
Nel 1492 il cantiere di una nuova chiesa fu promosso dai canonici di Saint Pierre. I lavori durarono quasi un secolo e furono finanziati dal capitolo stesso. La Collegiata, visibile ancor oggi, era all'epoca una delle più grandi chiese in gotico fiammeggiante dell'Olanda meridionale. La Riforma non ebbe molto seguito ad Aire che, al contrario, aderì nel 1579 all'Unione di Arras, che prevedeva il divieto di culto protestante.
I primi anni del XVII secolo, corrisposero ad un periodo di pace e di grandi lavori. Nel 1600 fu costruito un corpo di guardia grazie all'introduzione di una tassa sulla birra e sul vino; il municipio fu ricostruito nel 1625. Un collegio gesuita fu aperto nel 1615 in rue de Saint-Pierre, prima di trasferirsi otto anni dopo in locali più spaziosi in rue de Saint-Omer. Fu solo nel 1682 che il vescovo di Ypres pose la prima pietra per la chiesa di questo collegio. Le mura di cinta vennero completamente ricostruite tra il 1570 e il 1620.

Nel 1635, durante la guerra dei trent'anni, la Francia combatté contro la Spagna insieme alle Province Unite. 25.000 uomini comandati dal Maresciallo de la Meilleraye assediarono Aire a partire dal 19 maggio 1641. Anche se le perdite da parte francese furono considerevoli, i 2.000 uomini della guarnigione di Aire furono costretti ad arrendersi il 26 luglio. La vittoria tuttavia non durò a lungo: la popolazione era ferocemente ostile ai francesi, e Ferdinando d'Asburgo poco dopo assediò la città, le cui mura erano state distrutte dall'esercito francese. Il colonnello d'Aigueberre, che era succeduto a Meilleraye, capitolò il 7 dicembre. Dopo sette mesi di combattimenti, la città era in rovina ed era stata abbandonata dai suoi abitanti. I francesi rimanevano comunque minacciosi: fu quindi costruito nel 1642 il forte Saint-François.

Aire divenne di nuovo prospera grazie ai raccolti delle campagne che la circondavano, alle sue numerose piccole industrie, alla sua vitalità religiosa — vennero creati quattro nuovi conventi — e in particolare al suo porto. All'epoca, in assenza della comunicazione fluviale tra l'Aa e il Lys, le merci che risalivano l'Aa dal porto marittimo di Gravelines dovevano essere trasportate su strada da Saint-Omer ad Aire, prima di scendere lungo il Lys fino alle Fiandre.
La guerra riprese nel 1667. Il maresciallo di Humières, accompagnato da Vauban, Louvois e da 15.000 uomini, assediò Aire nel luglio del 1676. Per non ripetere gli errori del passato, l'esercito di Friedrich von Schomberg si schierò in modo da bloccare la strada al generale spagnolo Villahermosa. Louvois bombardò di notte prendendo di mira le case borghesi: la città così si arrese il 31 luglio. Il 29 agosto 1676, il generale Francesco di Calvo venne nominato governatore della città e rimase sul posto per tutta la sua vita, fino al 1690. Vauban si impegnò quindi a riorganizzare la difesa della città, creando nuove caserme e rafforzando le fortificazioni. Divenuta una delle chiavi del Pré carré, ne venne migliorata la difesa con due poderose opere a corno: l’una a difesa della porta di Saint-Omer, l’altra, particolarmente elaborata, proteggeva il limite orientale, più vulnerabile perché difficilmente inondabile. Il forte Saint-François venne notevolmente rinforzato per completare questo dispositivo, in cui l'acqua doveva giocare un ruolo da protagonista poiché uno dei mezzi immaginati da Vauban per la difesa della città era l'inondazione volontaria delle aree situate a ovest e a nord.

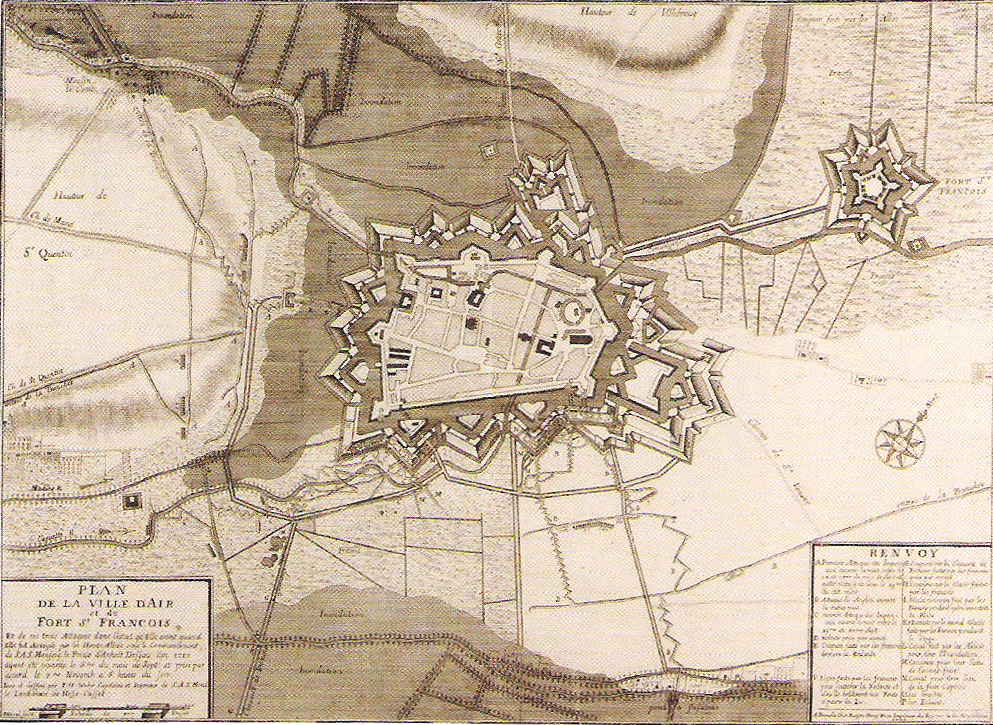
Mappa della città nel 1711

Aire ospitava una numerosa guarnigione, acquartierata nelle caserme che segnavano profondamente l'aspetto urbano con le loro lunghe stecche parallele in mattoni.
Il 6 settembre 1710, il principe Eugenio di Savoia e il duca di Marlborough, alla testa di un esercito alleato anglo-olandese-tedesco, attaccarono la città che capitolò il 9 novembre. Vi si stabilì una guarnigione olandese fino alla firma del trattato di Utrecht nel 1713 che la restituì alla Francia.

### Il lungo declino (1713-1914)
I numerosi assedi che Aire subì per un secolo lasciarono una città in rovina: ora era il momento della ricostruzione. Nel 1715 Luigi XIV di Francia autorizzò la costruzione del nuovo municipio. L'attuale edificio fu completato nel 1721 e la torre civica nel 1724. Grazie all'intervento del cardinale de Fleury, ministro di Luigi XV, la chiesa capitolare di Saint-Pierre fu ricostruita in più fasi fino al 1788. Il 17 novembre 1722, un'ordinanza reale fissò per i decenni successivi le regole urbanistiche: la città stava cambiando ma rimase chiusa tra sue mura ormai troppo strette.

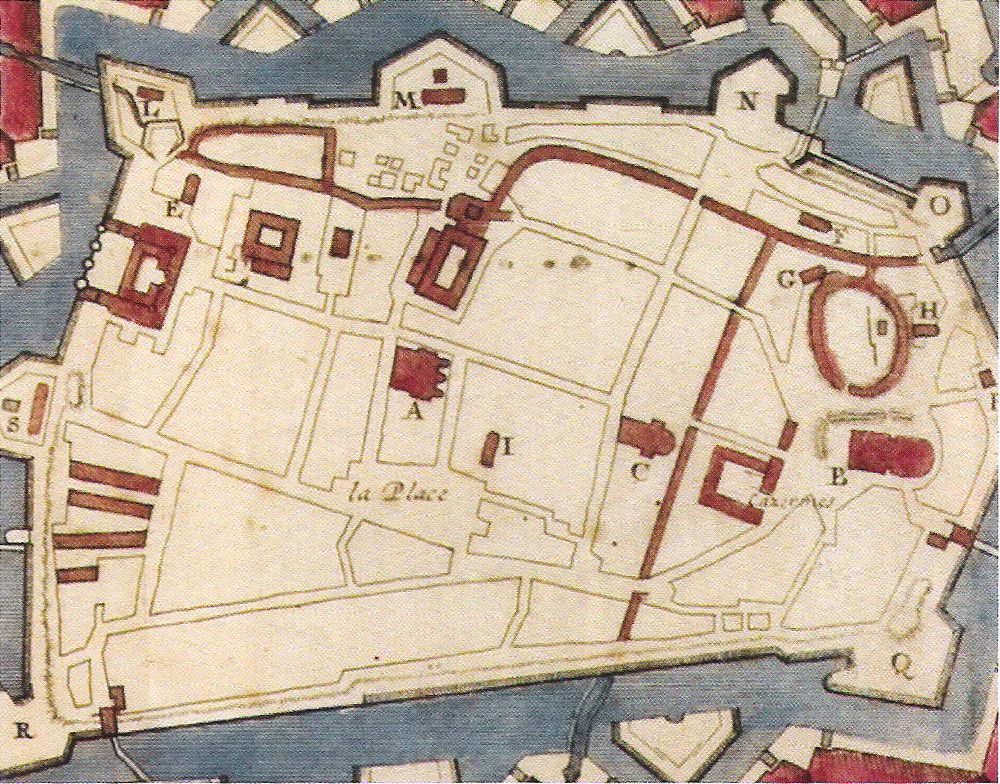
Pianta del 1710 che evidenzia la ristrettezza delle fortificazioni in cui Aire fu racchiusa fino al 1893, che contribuì al declino economico e demografico della città.

L'amministrazione era molto più severa e centralizzata rispetto a quella spagnola. Il balivo aveva solo poteri molto limitati e il sindaco era nominato dal re. Nel 1762 il Parlamento di Parigi decise di espellere i gesuiti dal Regno di Francia: il loro collegio fu così chiuso nel 1769. Fu solo dopo una lunga campagna di proteste a Versailles e ad Arras che venne ripristinato un collegio affidato ai Preti della Dottrina Cristiana.
Alla fine del XVIII secolo, il castello era in rovina per mancanza di manutenzione. Anche se vennero eseguiti lavori per ripristinare le fortificazioni, le loro condizioni rimanevano fatiscenti. Inoltre, per volontà del Re, si iniziò la costruzione di un canale di collegamento tra il Lys e l'Aa aperto nel 1771: il porto fluviale, scavalcato da questo canale, fu abbandonato. Venne poi aperta una strada diretta tra Lillers e Saint-Venant, che tagliava fuori Aire. La situazione economica alla fine del XVIII secolo si fece quindi più difficile.
Gli inizi della Rivoluzione francese furono accolti con entusiasmo, ma arrivarono rapidamente le disillusioni, in particolare in campo religioso: la popolazione non accettò la Costituzione civile del clero e la soppressione del capitolo e dei conventi. La città, che sperava di essere scelta come capoluogo del nuovo dipartimento del Passo di Calais, alla fine ottenne solo di essere capoluogo del cantone.
Alla città, che non aveva istituito un Comitato di vigilanza rivoluzionaria (Comité de surveillance révolutionnaire), ne venne imposto uno: questo portò all'accusa nel giugno del 1794 di essere città "perduta". Un centinaio di cittadini di Airois vennero fatti prigionieri e 21 furono giustiziati ad Arras.
Dopo i duri anni della Rivoluzione, il Consolato e il Primo Impero corrisposero a un periodo di calma: la chiesa di Saint-Pierre fu riaperta nel 1802 e furono create due scuole: un collegio comunale e una scuola femminile gestita dalle Orsoline.

Il declino della città del XVIII secolo continuò nel secolo successivo. La città mancò il boom demografico ed economico nel Nord-Passo di Calais. L'esercito negò l'insediamento delle Aciéries de France su terreni ritenuti troppo vicini alle fortificazioni; queste acciaierie si stabilirono quindi a Isbergues. La linea ferroviaria da Arras a Dunkerque passava a 5 km ad est della città; fu solo nel 1878 che Aire ottenne una stazione sulla modesta linea da Berguette a Saint-Omer. Le società di ricerca e prospezione del carbone fallirono perché non avevano trovato una vena sfruttabile. La città poté quindi vivere solo grazie ai suoi mercati agricoli e a piccole industrie.

Pur vivendo un declino economico, la città mantenne una forte vitalità intellettuale e artistica ospitando molte società musicali, società sportive, nonché una scuola di musica e una scuola di disegno. Nel 1837 fu pubblicato il primo numero di L'Écho de la Lys, che nel 2010 era ancora il principale quotidiano della città. Aprirono nuove scuole: nel 1816 una scuola elementare dei Fratelli delle scuole cristiane e una scuola municipale laica nel 1870. La chiesa di Saint Pierre venne completamente rinnovata da monsignor Edward Scott, che fu parroco dal 1829 al 1887, e divenne il primo edificio della città ad essere classificato Monumento storico francese nel 1862.

Nel 1871 l'Esercito decise lo smantellamento delle fortificazioni del confine settentrionale considerate ormai inutili. Il lavoro, durato tre anni, dal 1893 al 1896, venne finanziato dal comune che ricevette come risarcimento il terreno così lasciato libero: i 120 ettari a disposizione consentirono la creazione di un viale circolare intorno alla città e la vecchia area non aedificandi ospitò le grandi case borghesi dei notabili della città.

### XX secolo
Le due guerre mondiali risparmiarono relativamente Aire, che aveva perso la sua posizione strategica tenuta per due secoli.
Il periodo della Grande Guerra fu comunque particolarmente duro. Situata a pochi chilometri dal fronte, la città ospitò permanentemente da 3.000 a 4.000 rifugiati per tre anni. La sede della British Expeditionary Force si installò il 1º aprile 1915 nel castello di La Jumelle. Durante il conflitto, Aire fu visitata da re Giorgio V, dal generale Joseph Joffre e dall'ex presidente del Consiglio Georges Clemenceau. L'11 aprile 1918, un'offensiva tedesca ruppe il fronte minacciando Aire che dovette essere evacuata. Quando l'offensiva fu interrotta in agosto, la città, che era stata bombardata giorno e notte per quattro mesi, era in rovina: tre quarti delle case erano state colpite. La città, che ebbe 250 abitanti caduti al fronte, ricevette il 12 giugno 1921 la Croix de guerre.
Dopo la prima guerra mondiale, dovette essere ricostruita. Questa fu l'occasione per eseguire lavori su larga scala, come il programma di approvvigionamento idrico completato nel 1927. L'estate del 1936 fu, come ovunque in Francia, periodo di scioperi generali e manifestazioni, come quella organizzata il 5 luglio dal Fronte popolare. La città, contraria a una nuova guerra, celebrò con una parata di associazioni sportive e culturali il ventesimo anniversario dell'Armistizio del 1918.
Durante la seconda guerra mondiale, il 23 maggio 1940, una colonna di carri armati francesi arrivò ad Aire, ignari del fatto che mezzi motorizzati della 3. SS-Panzerdivision "Totenkopf" tedesca fossero lì dal giorno prima. I francesi, intrappolati, vennero quasi tutti uccisi dopo tre ore di combattimento. Un aereo britannico distrusse durante la notte tra il 29 e il 30 maggio i camion tedeschi carichi di benzina e munizioni che erano parcheggiati nel cortile del collegio, che prese fuoco. Dal secondo armistizio di Compiègne del 22 giugno, l'area fece parte dell'Amministrazione militare del Belgio e della Francia del nord. Durante l'occupazione, la città conobbe atti di resistenza contro l'esercito tedesco sostenendo i soldati britannici e svolgendo operazioni di sabotaggio. I bombardamenti si intensificarono nel giugno 1944: l'aviazione alleata sganciò 2.800 bombe sulla città la notte dell'8 agosto, uccidendo 19 civili e colpendo gravemente la Collegiata di Saint-Pierre. L'esercito polacco entrò in città e la liberò il 5 settembre 1944.
Dopo la liberazione, la città si modernizzò: il mattatoio municipale chiuse nel 1968, ma uno dei più grandi silos di grano di Francia aveva aperto nel 1965 e nel 1972 fu creata una zona industriale. Il 1959 fu un anno importante: il comune, retto dal sindaco Paul Blondel, costruì un nuovo quartiere nella vecchia palude di Lenglet, in un luogo chiamato "Mississippi", che oggi costituisce uno dei cuori della città. La stazione ferroviaria è stata chiusa nel 1990, ma l'apertura nel 1989 dell'ipermercato Catteau (ora Carrefour, il principale datore di lavoro della città) è il segno del nuovo indirizzo della città verso il settore del commercio e dei servizi.
Nel 1982 il nome ufficiale della città divenne Aire-sur-la-Lys.

### Simboli
Lo stemma di Aire-sur-la-Lys si blasona:
L'aquila fa riferimento al nome della città: la parola aire in francese significa anche "nido di uccelli rapaci".

## Società

### Evoluzione demografica
Abitanti censiti